# 脱清人
脱清人（だっしんにん）は、明治初期の琉球処分に反対して清国に亡命し「琉球救援」を要請した琉球王国における一部の人々である。

## 概要

### 琉球藩の設置から琉球処分まで
日本政府が1872年に琉球藩を設置したことにより、琉球王国で支配階層の地位にあった一部の士族や、久米士族（久米村人、くにんだんちゅ、久米三十六姓と呼ばれる中国福建省系帰化人の末裔の一族で士分にあったもの）の中で、琉球王国の存続を危ぶみ、非合法のうちに「清国に脱出」して、宗主国である清国政府に「琉球救援」のための外交圧力などの措置を求める運動が起きた。
この動きは1879年の沖縄県発足以前から始まっており、1874年に派遣された琉球王国最後の進貢使でそのまま帰国せずに北京に留まった毛精長（国頭盛乗）や1876年に密使として派遣された向徳宏（幸地朝常）・林世功（名城春傍）らが代表的な人々である。

### 琉球処分直後
琉球処分直後の動向として、琉球王国旧士族層を過度に刺激して、清朝との琉球帰属交渉に悪影響が及ぶことを懸念した日本明治新政府は、沖縄の急激な改革は望まず、琉球士族層を弾圧しつつもその利権温存を図り懐柔するという、アメとムチの政策（旧慣温存政策）を内々の方針としていた。これは、性急な開化政策のあまり士族反乱から西南戦争を招いたことの自戒にも立っていると考えられている。
このような中、一時は旧三司官を筆頭とする上級士族層を新政府・沖縄縣廳配下に登用する動きもあった。しかし、そもそも三司官や久米士族を中心として琉球国体の骨幹を為していた琉球国学に骨の髄まで存在原理を依拠していた上級士族（中華秩序）と、その中華たる清国が列強に蚕食される当時の東アジア情勢の下で、欧米列強に追い付き追い越すことを国是とし急速な西洋化、近代化を推し進めたい新政府・沖縄縣廳の政策との間で政治原理につき相互理解が不能であったことが表面化。富川親方は脱清し、縣廳に登用された上級士族も多くが辞職した。
反動組織として、旧三司官の亀川盛武親方を筆頭として「亀川党」（のちの「頑固党」）を組織し、脱清人の指導にあたった。亀川は亀川・頑固党の反動勢力指導者であった。

### 清国亡命への動き
その後の琉球処分の完成により琉球王国と王府が名実ともに廃止、滅亡に追い込まれると、更に多くの人々が王国再建のために軍隊派遣などを求めた。三司官を務めた毛鳳来（富川盛圭）をはじめ、向有徳（浦添朝忠）、毛有慶（亀川盛棟）などがいる。脱清人の人々は旧支配層を中心とした上級士族が主体であったが、林世功をはじめとする下級士族や庶民の中にも賛同者が含まれていた。彼らは琉球処分後も日本側に接収されていなかった福州（「琉球館」こと、柔遠駅）や北京などの旧琉球王国の施設を拠点として政治工作を続けただけではなく、沖縄で抵抗を続ける頑固党らや東京の中央明治政府に対抗する反政府勢力の面々とも接触し、連絡を取り合っていた。

### 現実との乖離
しかし、頑固党ら旧琉球士族が頼りとする清国は、19世紀前半より、その国体が大きな動揺に晒され、アヘン戦争、天津条約や北京条約による欧米列強からの蚕食を受け続けていた。アイグン条約で外満州やトルキスタンの一部を喪失するなど外圧に晒され続けており、また清朝支配領域内でも太平天国の乱、パンゼーの乱や回民蜂起を始めとする内乱に明け暮れていた。北洋艦隊や洋務運動など清朝体制下での強兵政策が進んでいったのもこの頃である。
さらに19世紀後半になるとカシュガル条約により外西北を喪失、さらに中華秩序の根源たる清朝周囲の冊封国に列強や周辺国の脅威が及んだ。それは旧琉球だけではなく、暹羅（タイ）、越南（ベトナム）、緬甸（ビルマ）、朝鮮などに及び、これらの旧冊封体制は次々と崩壊、有名無実化していった。
このように清国と中華秩序は四面楚歌のまま清朝内陸まで列強の浸食下におかれ、清王朝そのものが滅亡への道をひた走っていた。

### 脱清人の末路
以上のように欧米列強や周辺国に蚕食され続けていた清朝は、そもそも自国大陸が危機的状況に晒され続け国体も動揺を続ける最中、小冊封国琉球の利権を巡って、富国強兵政策により国力を増強させていた日本との紛争や戦争に対応する余力は実質的にもほとんどなく、日本との衝突を懸念するあまり、旧琉球士族に支援や援軍を送るどころか、先島諸島の分割をもって日本側と妥協する方向に動いた(分島問題)。
これをみて脱清人らの抗議活動はエスカレート、1880年、林世功は日清の妥協の動きに抗議して自らの命を絶った。驚いた両国は先島諸島の分割を白紙に戻さざるを得なくなった。
その後も20年近くにわたり脱清人の活動があったが、列強や周辺国の蚕食や国体動揺が更に深刻化していった清国は、琉球復興に力を注ぐ余裕は理想的にも現実的にも全くなく、琉球情勢は埒外に置かれていたと言っても過言ではない。そのような中、日本は確実に沖縄県の支配強化を進めていき、その長い月日の間に、脱清人も多くの指導者が病死したり、没落したりし、その影響力を減じていった。
そして決定的な事態は、1894年に発生した日清戦争による清国の敗北と翌年の下関条約に伴う台湾の日本割譲により齎された。これによって、清国が琉球を救援する力が無いどころか、台湾すら守れなかったことが、清国からの救援を一縷の望みとし続けていた脱清人らにも明白な現実として突き付けられたのである。
日本の沖縄支配に水面下で抵抗を続けていた頑固党も、日本に屈服するか、指導者の向志礼（義村朝明）のように「日本の支配」を逃れるための脱清をするかの選択を迫られた。かくして、亡命した脱清人らは、義和団の乱、北京占領から辛亥革命までの清朝末期の動乱の中国大陸の大きな歴史的なうねりの中で、次第に忘れ去られていった。

## 琉球人清国亡命事件の一覧
| 時間   | 清国の元号 | 日本の元号 | 代表人物                                                         | 人数 | 備注                                                                           |
| ------ | ---------- | ---------- | ---------------------------------------------------------------- | ---- | ------------------------------------------------------------------------------ |
| 1874年 | 同治13年   | 明治7年    | 毛精長・国頭親雲上盛乗                                           | 不詳 | 国頭は最後の進貢使として来清し、琉球滅亡後は帰国せず、死後は福州に葬られる     |
| 1876年 | 光緒2年    | 明治9年    | 向徳宏・幸地親方朝常 蔡大鼎・伊計親雲上 林世功・名城里之子親雲上 | 19人 | 清国に赴き朝貢について交渉                                                     |
| 1879年 | 光緒5年    | 明治12年   | 蔡氏湖城以正 殷氏神山庸忠                                        | 13人 | 湖城以正は空手の達人であった。神山庸忠は親清派の神山庸栄の子                   |
| 1880年 | 光緒6年    | 明治13年   | 向氏富名腰朝衛                                                   | 2人  | 山奉行筆者、位階は「親雲上」、時に49歳であった                                 |
| 1882年 | 光緒8年    | 明治15年   | 毛鳳来・富川親方盛奎 王大業・国場親雲上                          | 2人  | 富川は最後の三司官の一人                                                       |
| 1882年 | 光緒8年    | 明治15年   | 蔡氏湖城以恭                                                     | 3人  |                                                                                |
| 1882年 | 光緒8年    | 明治15年   | 真壁徳名                                                         |      |                                                                                |
| 1882年 | 光緒8年    | 明治15年   | 馬必達・国頭親雲上                                               | 3人  |                                                                                |
| 1883年 | 光緒9年    | 明治16年   | 向有徳・浦添親方朝忠                                             | 42人 | 按司奉行、当時37歳                                                             |
| 1884年 | 光緒10年   | 明治17年   | 仲本進輝                                                         | 5人  |                                                                                |
| 1884年 | 光緒10年   | 明治17年   | 向氏宜野座朝義                                                   | 6人  |                                                                                |
| 1884年 | 光緒10年   | 明治17年   | 毛有慶・亀川里之子親雲上盛棟                                     | 4人  | 毛有慶は翌年帰国し、祖父の毛允良・亀川親方盛武と一緒に沖縄警察に逮捕される     |
| 1885年 | 光緒11年   | 明治18年   | 向龍光・津嘉山親方朝助 向廷選・津嘉山朝克                        | 2人  | 親清派の首領。亀川盛棟のために捕らえられ清国に亡命                             |
| 1892年 | 光緒18年   | 明治25年   | 毛有慶・亀川里之子親雲上盛棟                                     |      | 親清派の首領。政治亡命、清国の福州で客死                                       |
| 1896年 | 光緒22年   | 明治29年   | 向志礼・義村按司朝明                                             | 5人  | 義村御殿三世。親清派の首領。甲午戦争での清国の敗戦により清国へ亡命、福州で客死 |